# Andrew Mate
Andrew Mate, nato András Máté e conosciuto con il nome Andy (Budapest, 19 marzo 1940 – Ungheria, 13 maggio 2012), è stato un calciatore ungherese naturalizzato statunitense.

## Biografia
Mate lasciò il suo paese natale per gli Stati Uniti d'America a seguito degli avvenimenti che seguirono la rivoluzione ungherese del 1956: assunta la nazionalità statunitense, vestì la maglia della nazionale di calcio degli Stati Uniti d'America.
Mate è morto nella sua natia Ungheria nel 2012, all'età di 72 anni.

## Caratteristiche tecniche
Mate a proposito delle sue caratteristiche di gioco disse che gli veniva naturale segnare e che il suo successo sul campo era dovuto alla sua rapidità, il voler lottare per ogni palla e la capacità di segnare da diverse angolazioni.

## Carriera

### Club
(Géza Henni)
Cresciuto negli ungheresi dell'Újpesti, si trasferì nel 1960 agli statunitensi del New York Hungaria.
Con il New York Hungaria si aggiudicò la National Challenge Cup nel 1962 e partecipò alla CONCACAF Champions' Cup 1963 contribuendo al primo successo ottenuto da una squadra statunitense in terra messicana, battendo per 3-2 il Club Deportivo Oro. La sua squadra sarà estromessa dal torneo al turno successivo, eliminata dal Club Deportivo Guadalajara.
Nel 1963 ha una breve esperienza con i colombiani del Deportivo Cali, con cui ottenne il terzo posto del Campeonato Profesional 1963. L'anno seguente ritorna al New York Hungaria.
Nel corso del 1964 si trasferisce in Germania per giocare nell'Amburgo, primo giocatore di nazionalità statunitense a giocare nella Bundesliga. Nella stagione con gli anseatici ottiene l'undicesimo posto finale nel massimo campionato tedesco. Mate giocò solo sei incontri, segnando due reti rispettivamente contro Borussia Neunkirchen e Meidericher, a causa dell'indiscussa titolarità di Uwe Seeler nel club anseatico.
Ritornato ancora un anno al New York Hungaria nel 1967 passa ai New York Generals, militante in NPSL I. Nel corso dello stesso anno si trasferisce ai Philadelphia Spartans, società anch'essa militante in NPSL I. Con gli Spartans ottiene il secondo posto della Estern Division, non riuscendo così a classificarsi per la finale del campionato.
Dal 1968 al 1970 milita ancora nel New York Hungaria: nel 1971 viene ingaggiato dal New York Cosmos. Con i Cosmos raggiunge le semifinali della North American Soccer League 1971.

## Nazionale
Naturalizzato statunitense, il 27 maggio 1964 Mate indossa la maglia degli USA nella sconfitta per 10-0 contro l'Inghilterra.

### Cronologia presenze e reti in Nazionale
| Cronologia completa delle presenze e delle reti in nazionale ― Stati Uniti | Cronologia completa delle presenze e delle reti in nazionale ― Stati Uniti | Cronologia completa delle presenze e delle reti in nazionale ― Stati Uniti | Cronologia completa delle presenze e delle reti in nazionale ― Stati Uniti | Cronologia completa delle presenze e delle reti in nazionale ― Stati Uniti | Cronologia completa delle presenze e delle reti in nazionale ― Stati Uniti | Cronologia completa delle presenze e delle reti in nazionale ― Stati Uniti | Cronologia completa delle presenze e delle reti in nazionale ― Stati Uniti |
| Data                                                                       | Città                                                                      | In casa                                                                    | Risultato                                                                  | Ospiti                                                                     | Competizione                                                               | Reti                                                                       | Note                                                                       |
| -------------------------------------------------------------------------- | -------------------------------------------------------------------------- | -------------------------------------------------------------------------- | -------------------------------------------------------------------------- | -------------------------------------------------------------------------- | -------------------------------------------------------------------------- | -------------------------------------------------------------------------- | -------------------------------------------------------------------------- |
| 27-5-1964                                                                  | New York                                                                   | Stati Uniti                                                                | 0 – 10                                                                     | Inghilterra                                                                | Amichevole                                                                 | -                                                                          |                                                                            |
| Totale                                                                     |                                                                            | Presenze                                                                   | 1                                                                          |                                                                            | Reti                                                                       | 0                                                                          |                                                                            |

## Palmarès
- National Challenge Cup: 1

New York Hungaria: 1962